# NGC 1570
NGC 1570 este o galaxie eliptică situată în constelația Dalta. A fost descoperită în 4 decembrie 1836 de către John Herschel. Se află la o distanță de 60,92 de megaparseci de Pământ.